# Região Geográfica Intermediária de Salvador
A Região Geográfica Intermediária de Salvador é uma das dez regiões intermediárias do estado brasileiro da Bahia e uma das 134 regiões intermediárias do Brasil, criadas pelo Instituto Brasileiro de Geografia e Estatística (IBGE) em 2017. É composta por 33 municípios, distribuídos em duas regiões geográficas imediatas.
Sua população total estimada pelo Instituto Brasileiro de Geografia e Estatística (IBGE) para 1º de julho de 2018 é de 4 481 948 de habitantes, distribuídos em uma área total de 17 715,518 km².
Salvador é o município mais populoso da região intermediária, além de ser capital do estado, com 2 857 329 habitantes, de acordo com estimativas de 2018 do Instituto Brasileiro de Geografia e Estatística (IBGE).

## Regiões geográficas imediatas
| Região geográfica imediata               | Municípios | População Estimativa 2018 | Área (km²) |
| ---------------------------------------- | --- | ------------------------- | ---------- |
| Região Geográfica Imediata de Salvador   | Camaçari Candeias Catu Dias d'Ávila Itanagra Lauro de Freitas Madre de Deus Mata de São João Pojuca Salvador Santo Amaro São Francisco do Conde São Sebastião do Passé Saubara Simões Filho Terra Nova | 3 980 037                 | 5 731,263  |
| Região Geográfica Imediata de Alagoinhas | Acajutiba Alagoinhas Aporá Araçás Aramari Cardeal da Silva Conde Crisópolis Entre Rios Esplanada Inhambupe Itapicuru Jandaíra Pedrão Rio Real Sátiro Dias Teodoro Sampaio                              | 501 911                   | 11 984,255 |
| Total                                    | 33 | 4 481 948                 | 17 715,518 |